# Пенвин (Пенсилванија)
Пенвин (енгл. Pennwyn) насељено је место без административног статуса у америчкој савезној држави Пенсилванија.

## Демографија
По попису из 2010. године број становника је 780.
| Група             | 2000.    | 2010.       |
| Белци             | 0 (0,0%) | 706 (90,5%) |
| Афроамериканци    | 0 (0,0%) | 19 (2,4%)   |
| Азијати           | 0 (0,0%) | 11 (1,4%)   |
| Хиспаноамериканци | 0 (0,0%) | 42 (5,4%)   |
| Укупно            | 0        | 780         |